# Сара Мішель Геллар
Сара Мішель Ґеллар (англ. Sarah Michelle Gellar), у шлюбі Принц (Prinze) нар. 14 квітня 1977 у Нью-Йорку) — американська акторка, продюсерка, письменниця, благодійниця єврейського походження.
Прославилася як головна героїня молодіжного телесеріалу «Баффі — переможниця вампірів», Баффі Саммерс. Також відома ролями у фільмах «Я знаю, що ви зробили минулого літа» (1997), «Скубі-Ду» (2002) та «Прокляття» (2004). Знімалася в телесеріалі від CW — «Двійник». Озвучила Тоні, дівчину головного героя мультсеріалу «Володарі всесвіту: Одкровення» (2021).

## Біографія
Її батьки, Розеллен Грінфілд та Артур Геллар, обоє євреї. Її батько був російсько-єврейського походження, а її материнські бабуся і дідусь були єврейськими іммігрантами з Угорщини. 
В 4 роки Сара з матір'ю обідала у кафе. До неї підійшов представник агентства з пошуку талантів і запропонував прийти на співбесіду. Спочатку Сара знімалась для обкладинок дитячих журналів, потім стала отримувати невеликі ролі у рекламних роликах та телесеріалах. У кіно першу помітну роль виконала в 1984 році у стрічці «Через Бруклінський міст». Ґеллар помітили після участі у рекламній кампанії молочних продуктів — її образ став популярним в американської публіки.
Попри це, юна акторка жила практично у злиднях. Батько залишив сім'ю, коли їй було 11. Їхніх з матір'ю заробітків ледве вистачало на оплату житла. Через деякий час Ґеллар виборола державну стипендію і вступила до Вищої Школи акторського мистецтва. «Моє життя перетворилось на пекло, — згадує вона. — Усі знали, що у мене немає своїх грошей, тільки стипендія, і весь час нагадували мені про це».
У 1993 році, маючи на своєму рахунку понад сто рекламних роликів, Ґеллар отримала роль Кендалл Гарт у серіалі «Усі мої діти». Через два роки її відзначили премією «Еммі» як найкращу акторку-початківицю, після чого почали запрошувати у різні малобюджетні картини.
Коли Ґеллар прийшла на проби на роль Корделії у молодіжному телесеріалі «Баффі — переможниця вампірів», саме у ній продюсери побачили головну героїню — Баффі Саммерс. Серіал зробив Ґеллар відомою в усьому світі. У другій половині 1990-х вона часто з'являлась на великому екрані, здебільшого у фільмах, адресованих тій же публіці, що й «Баффі» («Я знаю, що ви зробили минулого літа», «Крик 2»). З-поміж цих робіт найбільшим успіхом стала роль Кетрін Мартел у «Жорстоких іграх», яка принесла акторці приз «MTV Movie Award». Заради цієї стрічки Ґеллар навіть перервала участь у «Баффі», потім повернувшись до серіалу.
У 2002 році фільм «Скубі-Ду» став одним з хітів літнього сезону, а у 2004-му вийшла його друга частина — «Монстри на волі». Наступна стрічка Ґеллар «Прокляття» зібрала у США понад 100 млн доларів. У продовженні «Прокляття» Ґеллар теж з'являється, але її героїня вже не є головною.

## Громадська діяльність
Ґеллар є активною прихильницею різних благодійних організацій, у тому числі Project Angel Food, Habitat for Humanity і CARE

## Приватне життя

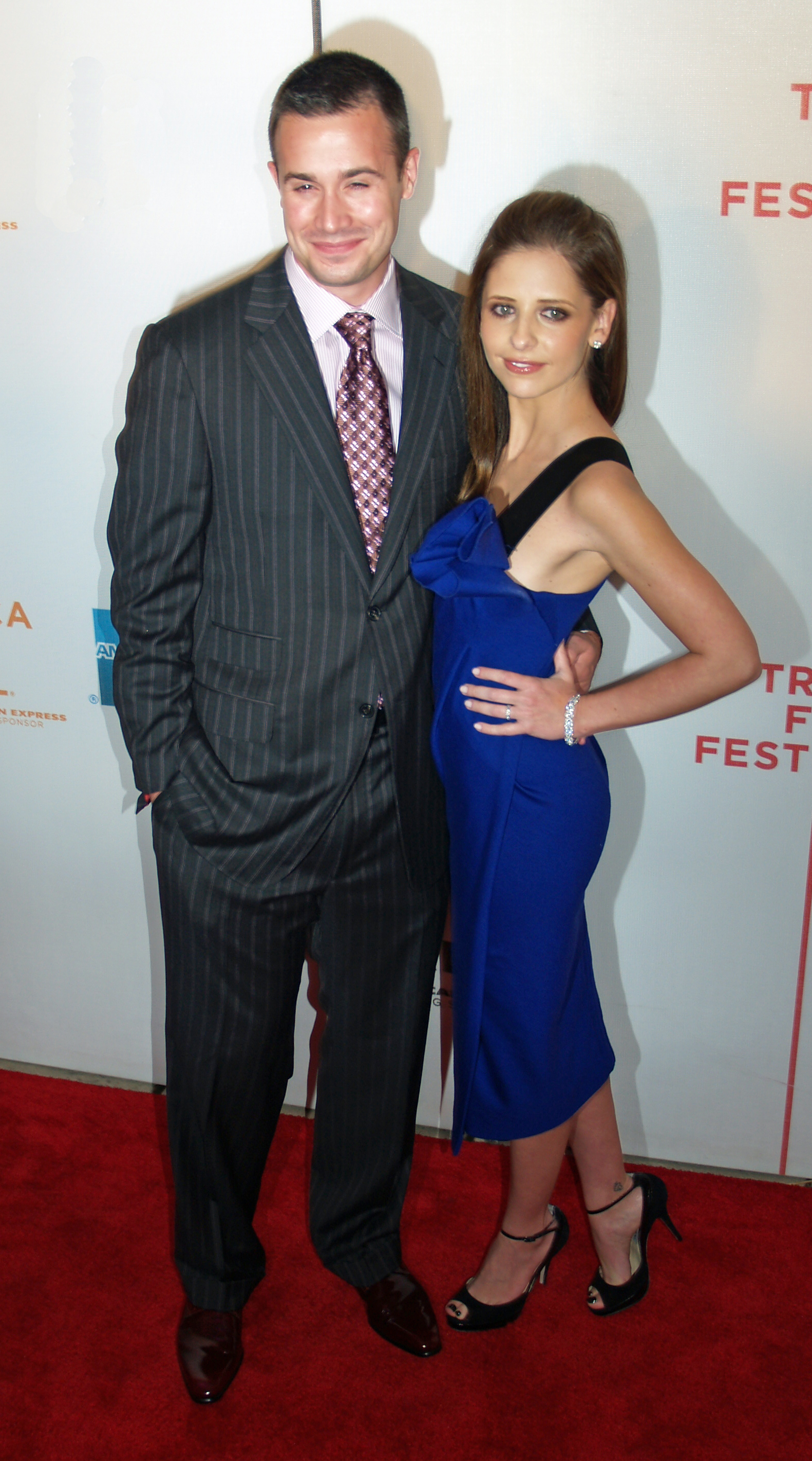
Ґеллар з чоловіком на Фестивалі Трайбека. 2007 р.

Ґеллар зустріла Фредді Принца-молодшого під час зйомок підліткового фільму жаху Я знаю, що ви зробили минулого літа, в 1997 р.,  але вони не зустрічалися до 2000 р. Вони побралися у квітні 2001 р. і одружилися в Мексиці 1 вересня 2002-го, церемонію вінчання провів Адам Шенкман, режисер і хореограф, з яким Ґеллар працювала у Баффі, винищувачці вампірів. Подружкою нареченої Ґеллар була її багатолітня близька подруга, Ліндсі Слоун. Ґеллар також грала з чоловіком романтичних персонажів Фреда та Дафну у фільмі 2002 р. Скубі-Ду і його продовженні, Скубі-Ду 2: Монстри на волі.
У 2007 р. Ґеллар юридично змінила прізвище на Принц на честь п'ятого року шлюбу.
Пара має двох дітей: дочку Шарлотту Грейс Принц (нар. вересень 2009) і сина Роккі Джеймса Принца (нар. вересень 2012).
Ґеллар має чорний пояс з тхеквондо.

## Фільмографія

### Кінофільми
| Рік  |    | Українська назва                   | Оригінальна назва                      | Роль                                 |
| ---- | -- | ---------------------------------- | -------------------------------------- | ------------------------------------ |
| 1984 | ф  | Через Бруклінський міст            | Over the Brooklyn Bridge               | дочка Філа                           |
| 1986 | ф  | Перехрестя                         | Crossroads                             | відвідувачка церкви (видалена сцена) |
| 1988 | ф  | Кумедна ферма                      | Funny Farm                             | студентка (видалена сцена)           |
| 1989 | ф  | Високі ставки                      | High Stakes                            | Карен Роуз                           |
| 1997 | ф  | Я знаю, що ви скоїли минулого літа | I Know What You Did Last Summer        | Гелен Шиверс                         |
| 1997 | ф  | Крик 2                             | Scream 2                               | Кейсі «Сісі» Купер                   |
| 1998 | ф  | Солдатики                          | Small Soldiers                         | лялька Гвенді (голос)                |
| 1999 | ф  | Жорстокі ігри                      | Cruel Intentions                       | Кетрін Мертел                        |
| 1999 | ф  | Це все вона                        | She's All That                         | дівчина у кафетерії                  |
| 1999 | ф  | Смачна штучка                      | Simply Irresistible                    | Аманда Шелтон                        |
| 2001 | ф  | Гарвардська тусовка                | Harvard Man                            | Сінді Бандолінді                     |
| 2002 | ф  | Скубі-Ду                           | Scooby-Doo                             | Дафна Блейк                          |
| 2004 | ф  | Скубі-Ду 2: Монстри на волі        | Scooby-Doo 2: Monsters Unleashed       | Дафна Блейк                          |
| 2004 | ф  | Прокляття                          | The Grudge                             | Карен Девіс                          |
| 2006 | ф  | Казки Півдня                       | Southland Tales                        | Кріста Нау                           |
| 2006 | ф  | Помста                             | The Return                             | Джоанна Міллз                        |
| 2006 | ф  | Прокляття 2                        | The Grudge 2                           | Карен Девіс                          |
| 2007 | мф | Нові пригоди Попелюшки             | Happily N'Ever After                   | Елла (голос)                         |
| 2007 | мф | Черепашки Ніндзя                   | TMNT                                   | Ейпріл О'Ніл (голос)                 |
| 2007 | ф  | Дівчина з передмістя               | Suburban Girl                          | Бретт Ейсенберг                      |
| 2007 | ф  | Повітря, яким я дихаю              | The Air I Breathe                      | Сорроу                               |
| 2009 | ф  | Фальшивка                          | Possession                             | Джессіка                             |
| 2009 | ф  | Вероніка вирішує померти           | Veronika Decides to Die                | Вероніка                             |
| 2010 | мф | Квантовий квест: Космічна одіссея  | Quantum Quest: A Cassini Space Odyssey | Рейна (голос)                        |
| 2012 | мф | Рухай час                          | Los ilusionautas                       | Ніколь (англ. дубляж)                |
| 2022 | ф  | Клерки 3                           | Clerks III                             | камео                                |
| 2022 | ф  | Зробімо помсту                     | Do Revenge                             | директорка                           |
| 2025 | ф  | Я знаю, що ви скоїли минулого літа | I Know What You Did Last Summer        | Гелен Шиверс                         |
| 2026 | ф  | Гра в хованки 2                    | Ready or Not: Here I Come              |                                      |

### Телебачення
| Рік       |    | Українська назва              | Оригінальна назва                   | Роль                                        |
| --------- | -- | ----------------------------- | ----------------------------------- | ------------------------------------------- |
| 1983      | тф |                               | An Invasion Of Privacy              | Дженніфер Біанчі                            |
| 1985      | с  | Дороговказне світло           | The Guiding Light                   | дівчина на весіллі (Епіз. 11 November 1985) |
| 1988      | с  | Арбалет                       | Out of the Blue                     | Сара Гуідоутті (Епіз. #2.13)                |
| 1988      | с  | Спенсер                       | Spenser: For Hire                   | Емілі (Епіз. #3.17)                         |
| 1991      | с  | Жінка на ім’я Джекі           | A Woman Named Jackie                | Жаклін Був'є                                |
| 1992      | с  | Лебедина переправа            | Swans Crossing                      | Сідні Оріон Ратледж (головна роль)          |
| 1993—1995 | с  | Всі мої діти                  | All My Children                     | Кенделл Гарт (головна роль)                 |
| 1997      | тф | Робінзони з Беверлі-Гіллз     | Beverly Hills Family Robinson       | Джейн Робінсон                              |
| 1997—2003 | с  | Баффі — переможниця вампірів  | Buffy the Vampire Slayer            | Баффі Саммерс (головна роль)                |
| 1998—2002 | с  | СНЛ                           | Saturday Night Live                 | гість (5 епізодів)                          |
| 1998      | мс | Геркулес                      | Hercules                            | Андромеда (Епіз. #1.30)                     |
| 1998      | мс | Король гори                   | King of the Hill                    | Мері (Епіз. #3.2)                           |
| 1999—2000 | с  | Ангел                         | Angel                               | Баффі Саммерс (Епіз. #1.1, #1.8, #1.19)     |
| 2000      | с  | Секс і Місто                  | Sex and the City                    | Деббі (Епіз. #3.13)                         |
| 2004      | мс | Сімпсони                      | The Simpsons                        | Джина Вендетті (Епіз. #15.16)               |
| 2005—2018 | мс | Робоцип                       | Robot Chicken                       | різні ролі (15 епізодів)                    |
| 2011      | с  | Всі мої діти                  | All My Children                     | Кенделл Гарт (Епіз. #1.10710)               |
| 2011—2012 | мс | Американський тато!           | American Dad!                       | Філліс, Дженні (Епіз. #8.5, #8.6)           |
| 2011—2012 | с  | Двійник                       | Ringer                              | сестри Бріджит та Шивон (головна роль)      |
| 2011      | с  | Бог, диявол і Боб             | God, the Devil and Bob              | акторка (Епіз. #1.10)                       |
| 2012      | мс | Сімпсони                      | The Simpsons                        | Джина Вендетті (Епіз. #24.1)                |
| 2013—2014 | с  | Божевільні                    | The Crazy Ones                      | акторка (Епіз. #1.10)                       |
| 2015—2016 | мс | Зоряні війни: Повстанці       | Star Wars Rebels                    | Сьома сестра (6 епізодів)                   |
| 2016      | с  | Жорстокі ігри                 | Cruel Intentions                    | Кетрін Мертел (невипущений пілот)           |
| 2016      | с  | Ті, хто не можуть             | Those Who Can't                     | Ґвен Стефані (Епіз. #1.4)                   |
| 2019      | с  | Теорія великого вибуху        | The Big Bang Theory                 | камео (Епіз. #12.24)                        |
| 2021      | мс | Володарі Всесвіту: Одкровення | Masters of the Universe: Revelation | Тіла (головна роль)                         |
| 2023      | с  | Вовча зграя                   | Wolf Pack                           | Крістін Ремсі (головна роль)                |
| 2024      | с  | Королівські перегони Ру Пола  | RuPaul's Drag Race                  | гостьова суддя (S16-E4)                     |
| 2024—...  | с  | Декстер: Первородний гріх     | Dexter: Original Sin                | Таня Мартін                                 |

## Нагороди та номінації
| Нагорода                               | Рік  | Категорія                                      | Робота                             | Результат |
| -------------------------------------- | ---- | ---------------------------------------------- | ---------------------------------- | --------- |
| Золотий глобус                         | 2001 | Найкраща жіноча роль телесеріалу — драма       | Баффі — переможниця вампірів       | Номінація |
| Денна премія «Еммі»                    | 1994 | Найкраща молода акторка в драматичному серіалі | Усі мої діти                       | Номінація |
| Денна премія «Еммі»                    | 1995 | Найкраща молода акторка в драматичному серіалі | Усі мої діти                       | Перемога  |
| Супутник                               | 2003 | Найкраща акторка в драматичному серіалі        | Баффі — переможниця вампірів       | Номінація |
| Премія Асоціації телевізійних критиків | 2001 | Індивідуальні досягнення в драмі               | Баффі — переможниця вампірів       | Номінація |
| Вибір народу                           | 2014 | Найкраща акторка в новому серіалі              | Божевільні                         | Перемога  |
| Кінонагорода MTV                       | 1998 | Найкращий прорив                               | Я знаю, що ви скоїли минулого літа | Номінація |
| Кінонагорода MTV                       | 2000 | Найкращий злодій                               | Жорстокі ігри                      | Номінація |
| Кінонагорода MTV                       | 2000 | Найкращий поцілунок                            | Жорстокі ігри                      | Перемога  |
| Кінонагорода MTV                       | 2000 | Найкраща акторка                               | Жорстокі ігри                      | Перемога  |
| Кінонагорода MTV                       | 2005 | Найкращий переляк                              | Прокляття                          | Номінація |
| Сатурн                                 | 1998 | Найкраща телеакторка                           | Баффі — переможниця вампірів       | Номінація |
| Сатурн                                 | 1999 | Найкраща телеакторка                           | Баффі — переможниця вампірів       | Перемога  |
| Сатурн                                 | 2000 | Найкраща телеакторка                           | Баффі — переможниця вампірів       | Номінація |
| Сатурн                                 | 2001 | Найкраща телеакторка                           | Баффі — переможниця вампірів       | Номінація |
| Сатурн                                 | 2002 | Найкраща телеакторка                           | Баффі — переможниця вампірів       | Номінація |
| Сатурн                                 | 2003 | Найкраща телеакторка                           | Баффі — переможниця вампірів       | Номінація |
| Сатурн                                 | 2004 | Найкраща телеакторка                           | Баффі — переможниця вампірів       | Номінація |

## Цікаві факти
- У зомбі-режимі доповнення Escalation до комп'ютерної гри Call of Duty: Black Ops є можливість пограти за Сару Мішель Ґеллар.